# Barackenlazarett (Lübeck)

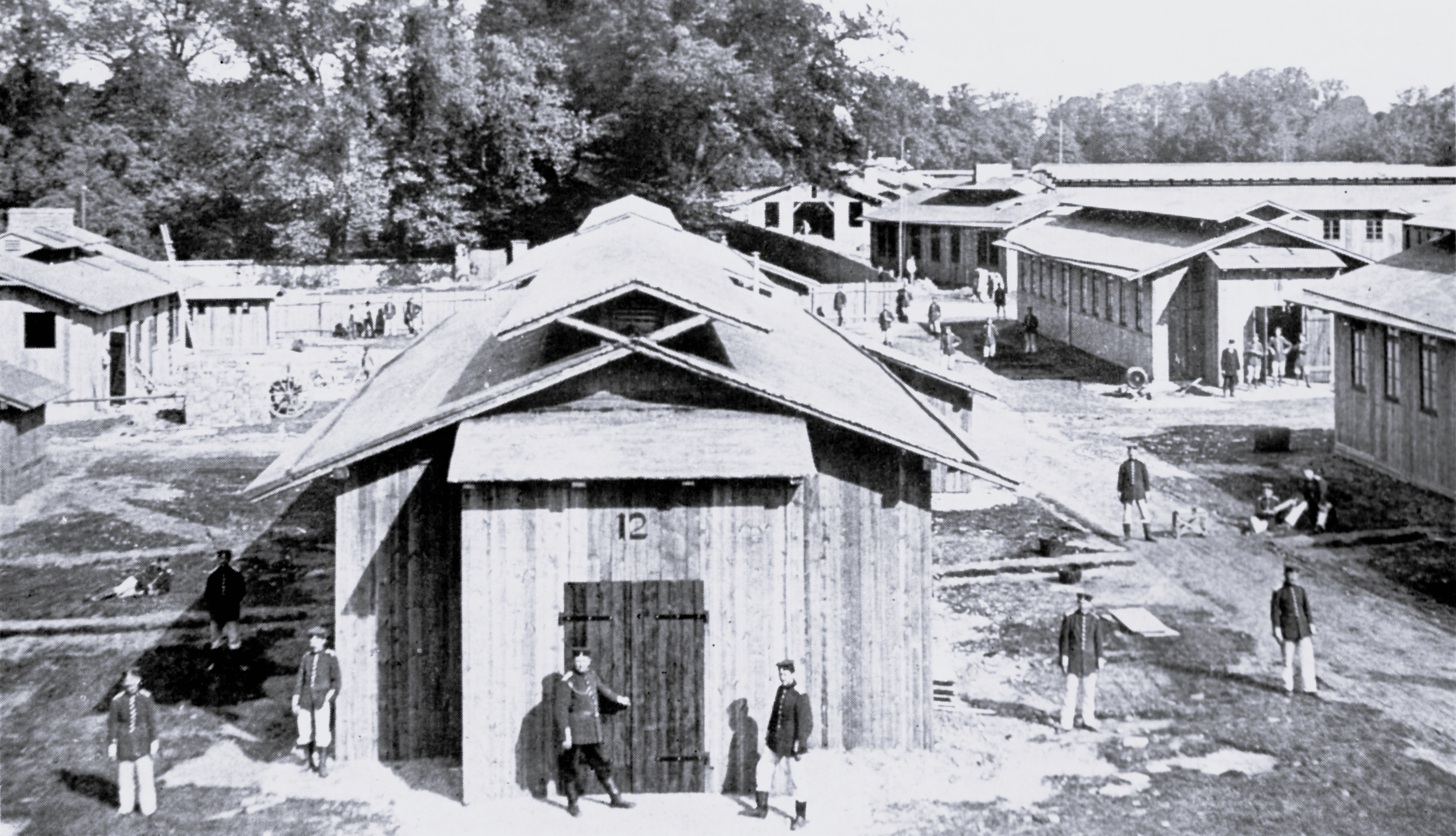
Barackenlager vor Inbetriebnahme 1914

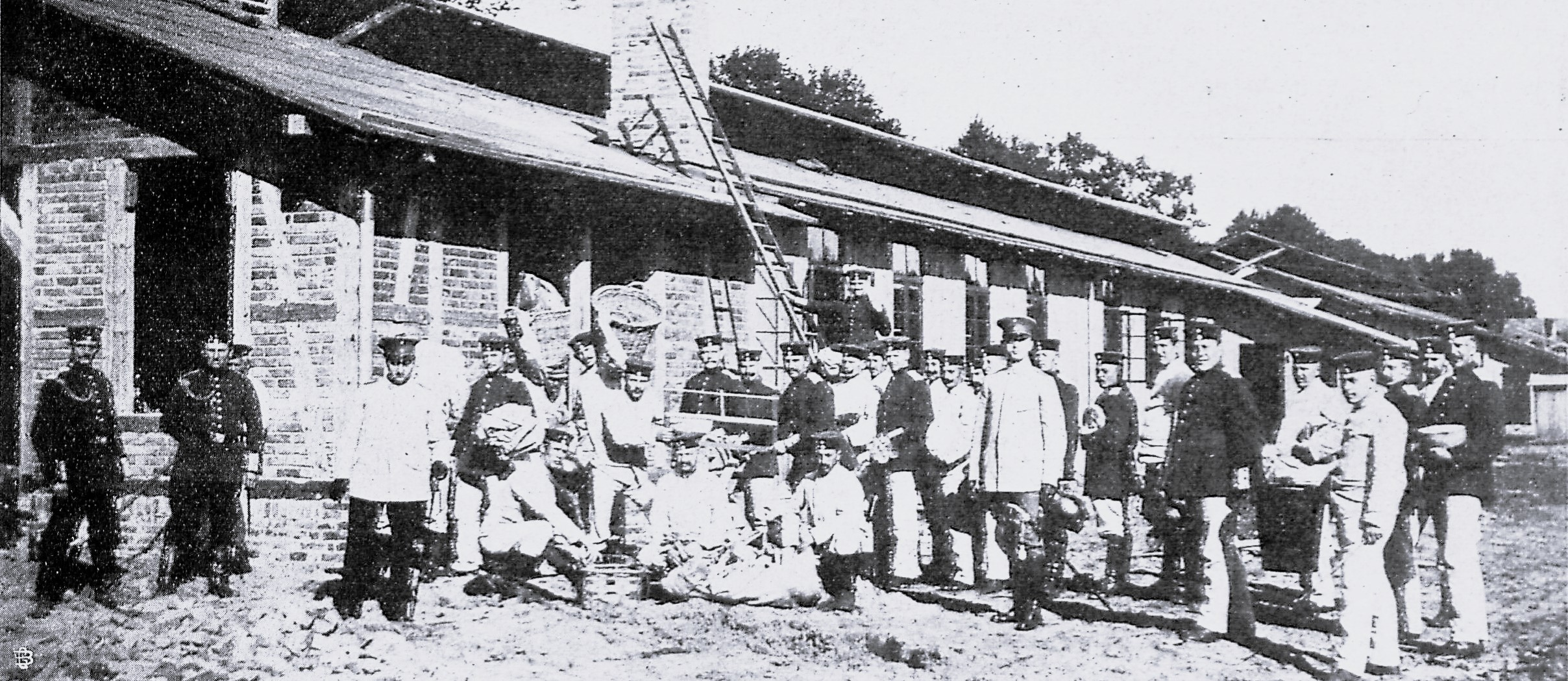
Personal des Lagers

Als Barackenlazarett wurde das im Jahr 1914 durch die Kriegsintendantur des IX. Armee-Korps aus Altona errichtete Militärkrankenhaus in der Freien und Hansestadt Lübeck bezeichnet.
Der zu Beginn des Ersten Weltkriegs auf dem Burgfelde errichtete Bau war das größte Krankenhaus des Korps und wurde das deutschlandweit größte in diesem Krieg.

## Lazarett

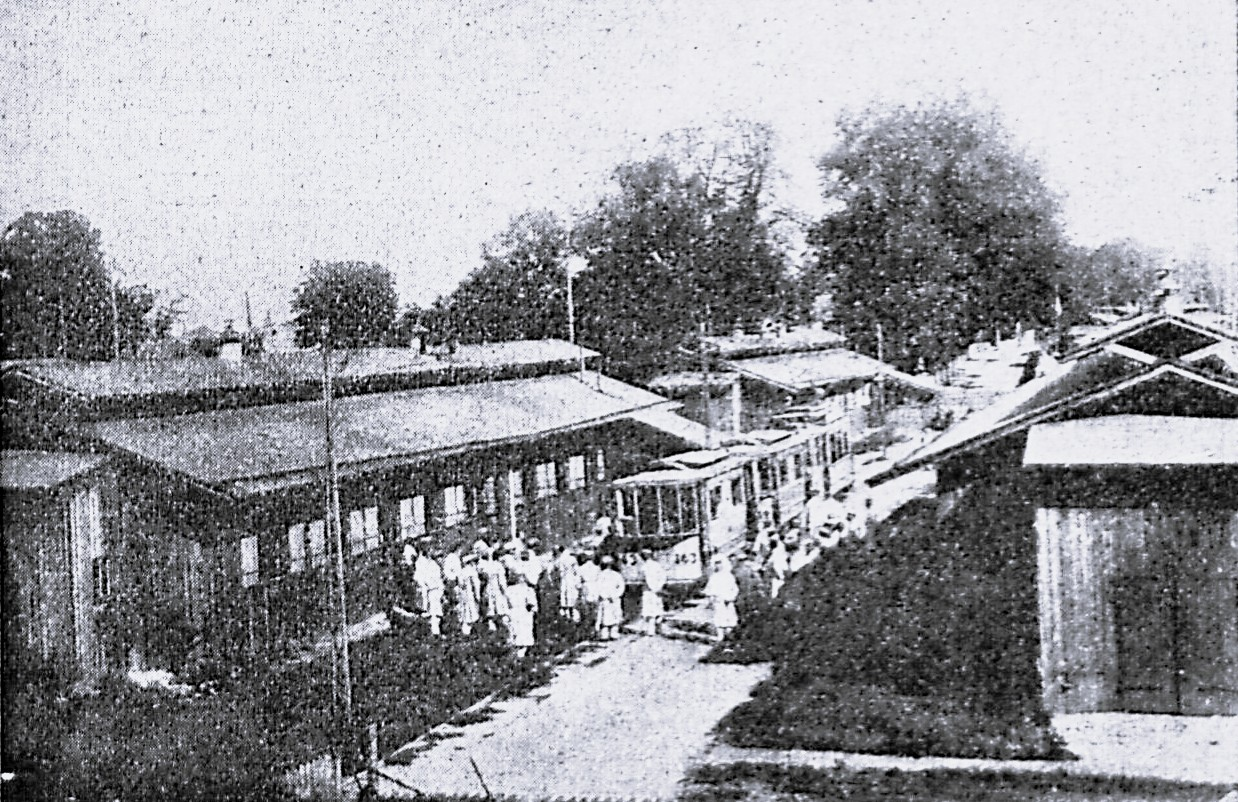
Ankunft von Verwundeten

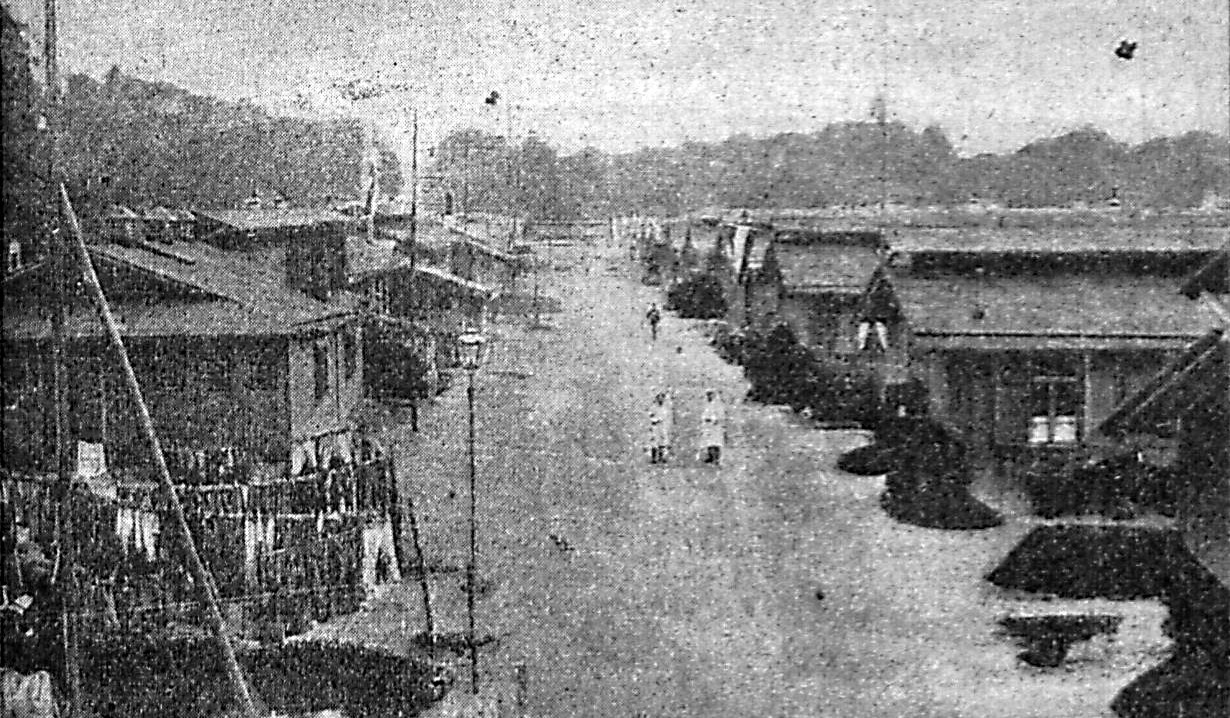
Gesamtübersicht

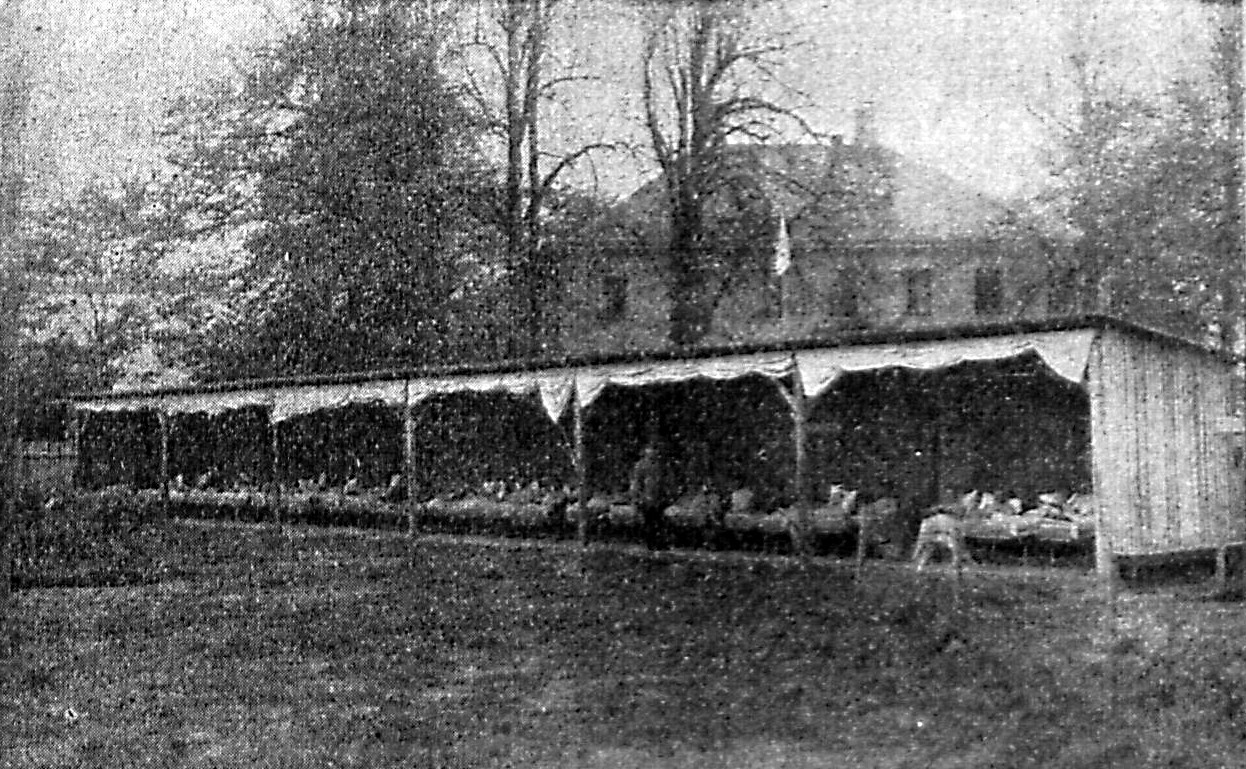
Liegehalle der Lungenheilstation

Das geräumige Burgfeld, wo zu Zeiten des Friedens am Sedantag oder zum Kaisergeburtstag sportliche Veranstaltungen abgehalten wurden und bei Volksfesten reger Trubel herrschte, bot für die Errichtung eines Lazaretts einen geeigneten Platz. Die Fläche des Burgfeldes umfasste seinerzeit den heutigen Platz und erstreckte sich die Israelsdorfer Allee bis zur Adolfstraße hinauf.
Seine postalische Anschrift war: Reserve-Lazarett III
Dem Lübecker Oberstabsarzt d. R., Eugen Plessing, wurde die Organisation und Leitung des „Barackenlazaretts“ übertragen. Er wohnte in unmittelbarer Nähe zum Lazarett am Anfang der Roeckstraße. Nicht im Felde stehende Mitglieder der Lübecker Sanitätskolonne assistierten den Ärzten. Die Verwundeten innerhalb der Baracken wurden von Schwestern des Deutschen Roten Kreuzes betreut.
Wie Carl Theodor Plessing in einem Artikel vom Anfang des Jahres 1915 schrieb, lag die durchschnittliche Auslastung des Barackenlagers bei etwa 800 Verwundeten. Nach einem Artikel von Paul Kessels, einem in Russland verwundeten Soldaten aus Dortmund, lag sie bereits im November um die 1000.
Zu etwa einem Viertel war das Lazarett mit verwundeten Briten, Franzosen und Russen belegt. Sie waren vollständig isoliert und lagen in den vordersten Baracken neben dem Verwaltungsgebäude und der Polizeiwache am Burgtor. Ihnen folgte der ebenso isolierte Teil des Lagers, in dem die ansteckend Kranken untergebracht waren. Es folgten weitere Baracken sowie Küchen vor den Werkstätten und den fünf – später vier – Baracken sowie einer Liegebaracke für etwa 50 Kranke der Lungenheilstation ab. Die leibliche Versorgung der Verwundeten durch die Lübecker Rote-Kreuz-Damen galt als vorbildlich.
Die Operationsbaracke war den modernsten Anforderungen entsprechend eingerichtet. So waren in ihr beispielsweise eine Röntgeneinrichtung oder das der Lazarett-Verwaltung uneigennützig zur Verfügung gestellte mediko-mechanische Institut von Dr. Meyer vorhanden.

### Baracke

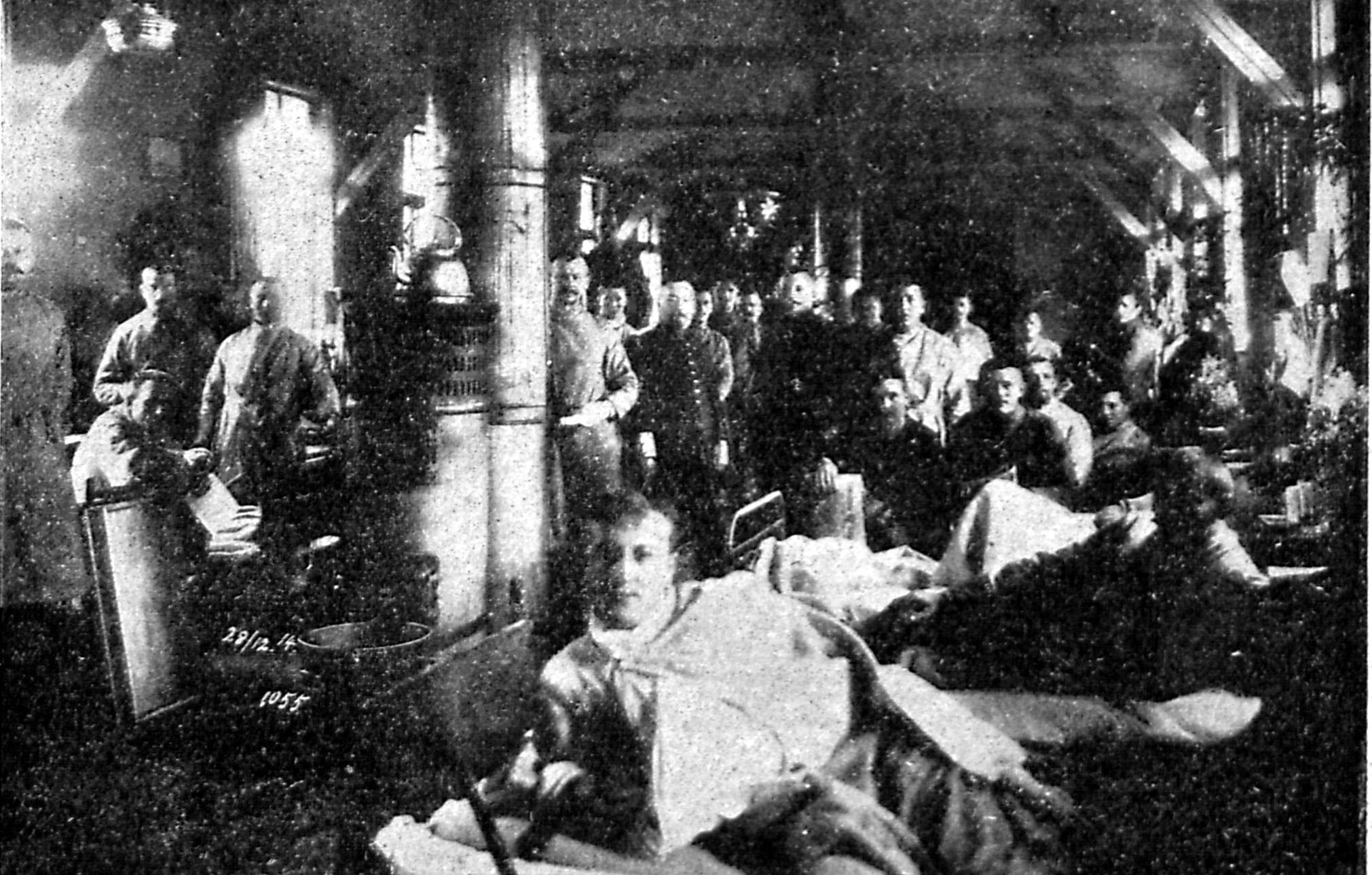
Das Innere einer mit Verwundeten belegten Baracke

Es wurden 38 Baracken nebst verschiedenen Nebengebäuden errichtet. Die Nebengebäude waren fünf Küchen, ein Verwaltungsgebäude, Latrinen und eine Leichenbaracke.
Die Baracken bestanden aus Holz und waren mit einer Reihe von Fenstern versehen. Die Wände waren Doppelholzwände, die eine Torffüllung als Dämmstoff hatten. Auf den Dächern befanden sich Dachreiter die mit Ventilationsklappen für eine gute Belüftung sorgten. Jede Baracke enthielt pro Seite 15 eiserne Betten. Zudem verfügte jede Baracke über Nebengelasse für Badeeinrichtungen. Durch eiserne Öfen war es in den Baracken stets behaglich und warm.

### Wäschebaracke
Peinliche Sauberkeit herrschte überall im Lager. Jeder Verwundete wurde, sobald er eingeliefert wurde, in der eigenen Desinfektionsanlage desinfiziert und komplett in saubere Kleidung gesteckt. Diese waren häufig zu wechseln. Infolgedessen war jeden Tag „große Wäsche“. Rund um die Uhr wurde auf den Wäschebrettern „gerubbelt“. Es waren zudem Näh- und Stopfnadeln im Einsatz, um alles instand zu halten.
Die umfangreiche Wäscheabteilung wurde von Frau Dr. Görtz und Frau Generalkonsul Goßmann geleitet.

### Tagesraum

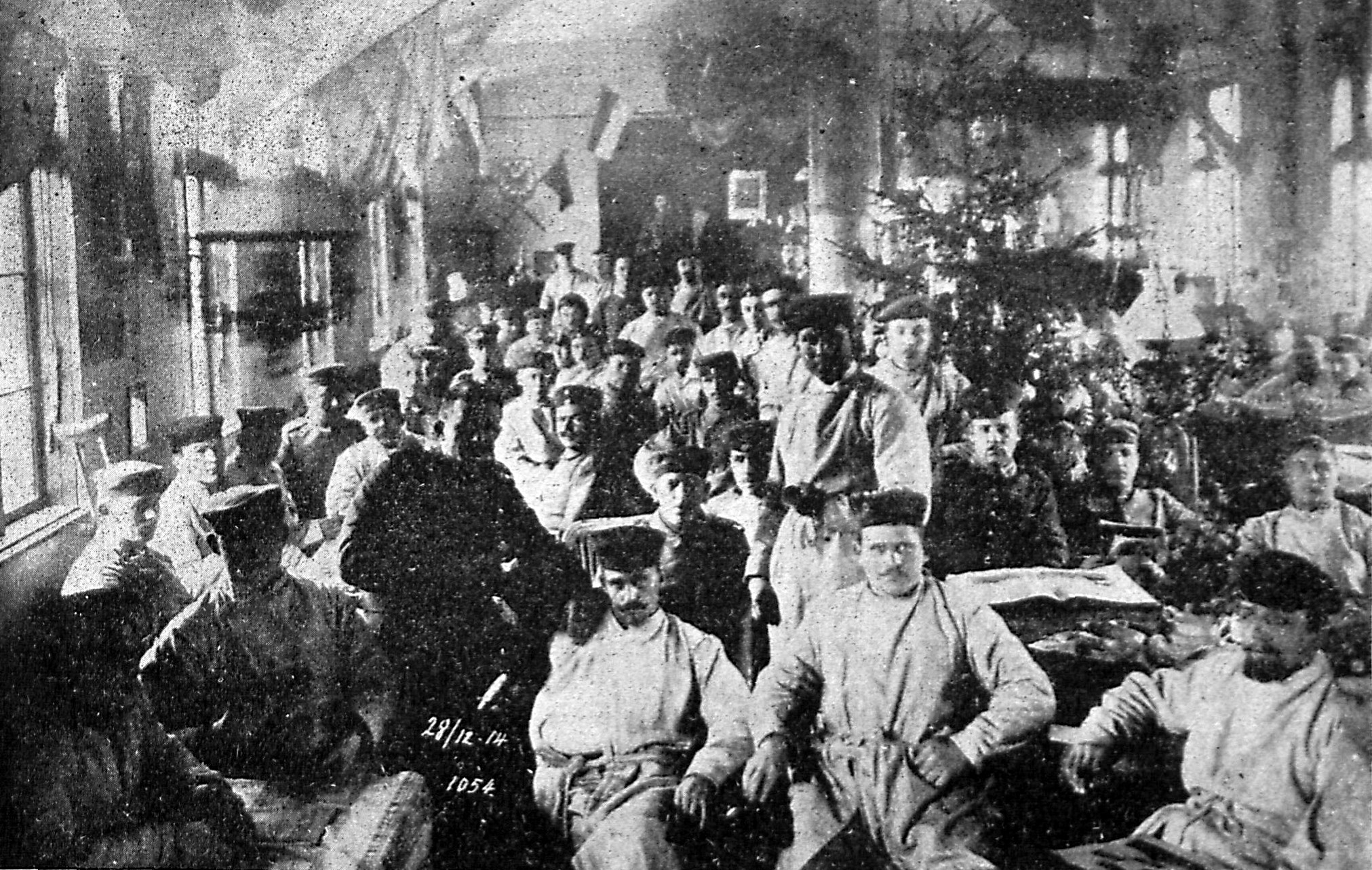
Tagesraum der Rekonvaleszenten

Wer in der Genesung so weit fortgeschritten war, dass er seine Baracke mit ärztlicher Genehmigung verlassen durfte, bot sich im gemeinsamen Tagesraum ein gemütlicher und behaglicher Aufenthaltsort. Hier kamen die Rekonvaleszenten aller Baracken zusammen. Auf einen Aufruf in den Lübeckischen Anzeigen hin wurde die Baracke durch Spenden zahlreicher Lübecker Familien zu einem „sehr freundlichen und wohnlichen“ Aufenthaltsraum hergerichtet. Sofas und Stühle der verschiedensten Art, wie Lehn- oder Schaukelstühle, boten eine bequeme Sitzgelegenheit. Dem Raum wurde durch mit Teppichen belegte Fußböden sowie mit Bildern, Fahnentuch und kleine Fähnchen ein anheimelnder Charakter verliehen. Bei einbrechender Dunkelheit dienten von der Decke herabhängende Lampen der Erleuchtung des Raumes. In diesem war auch eine Anzahl von Tischen und Schreibgelegenheiten vorhanden. Mehrere Schränke mit Büchern und Zeitschriften fanden gleichfalls Aufstellung. Selbst ein Klavier und ein Harmonium sowie ein Grammophon und selbstspielende Musikapparate fehlten nicht, um den Verwundeten Unterhaltung und Abwechslung zu bieten. Zigarren, Zigaretten und Tabak für die Pfeife bekamen die Verwundeten als Liebesgaben.

### Unterhaltung

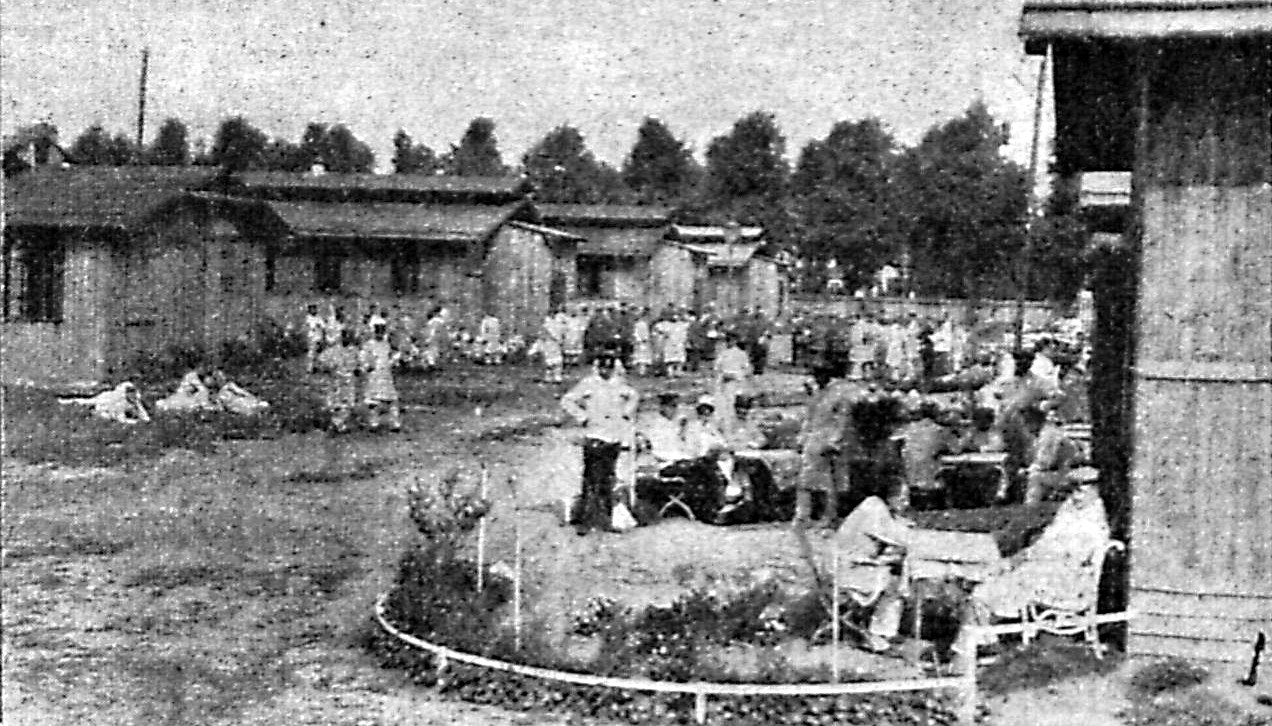
Nachmittagkonzert

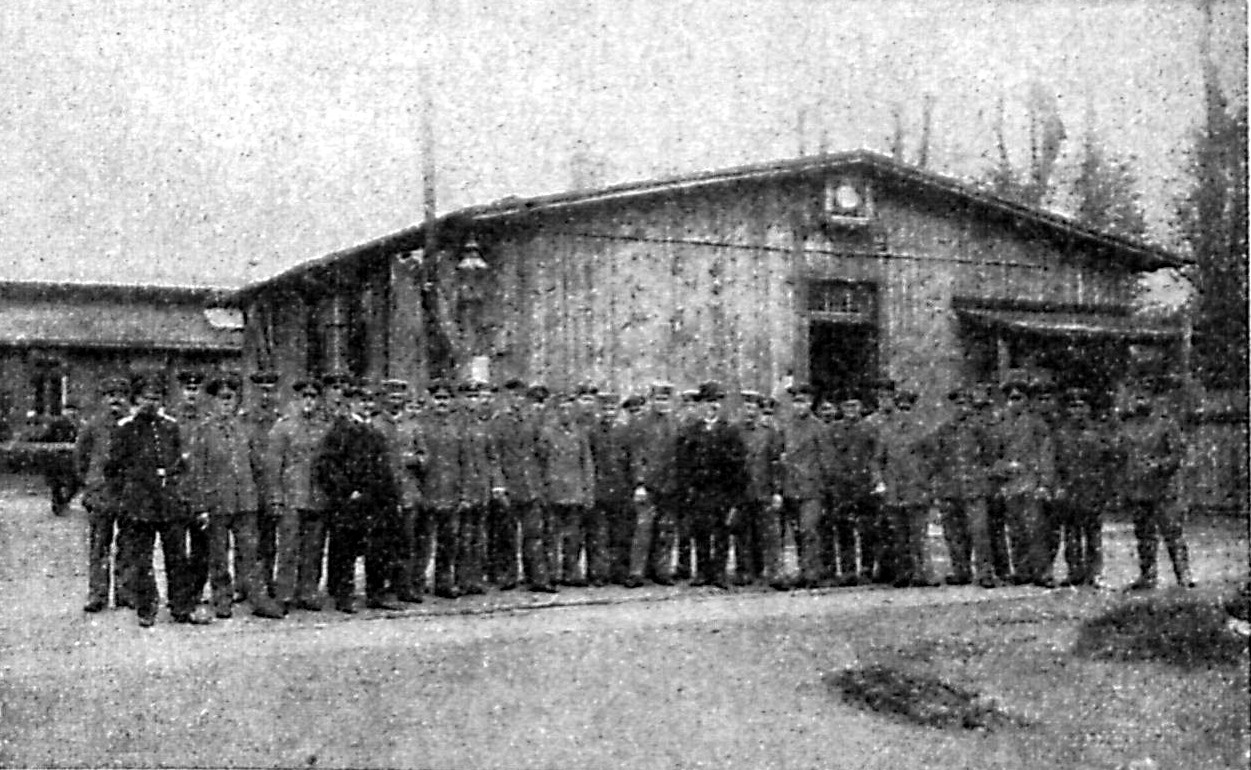
Abmarsch zur Stadtbesichtigung

Zerstreuung außerhalb der Baracken gab es reichlich. Er konnte in dem von Verwundeten angelegten Gärtchen sitzen, den Klängen der im Lager konzertierenden Militärkapelle lauschen oder an Bewegungsspielen teilnehmen. An mehreren Abenden in der Woche fanden musikalische oder rezitatorische Darbietungen oder Vorträge von Mitgliedern der Lübecker Gesellschaft statt.
Die Verwundeten konnten unentgeltlich das Theater besuchen oder an den vom Fremdenverkehrs-Verein unter der Leitung von Wilhelm Dahms geleiteten Besichtigungsausflüge teilnehmen, die im Sommer bis nach Travemünde gingen.
Vom Lübecker Männer-Turnverein geleitete Turnübungen und militärische Ausmärsche durch Lübecks Umgebung dienten der Ertüchtigung.

### Arbeitsbaracken
Um dem körperlichen Verfall der verwundeten Handwerker entgegenzuwirken, ließ der Lübecker „Landesausschuss für Kriegsverletzte“ im Lazarett Schmiede-, Schlosser-, Tischler- und Klempner-Werkstätten errichten. Diese dienten anfangs lediglich der sogenannten Ertüchtigung.
Neben dem Nutzen durch die zwanglose Beschäftigung für die Verwundeten erwuchs ein dem Lazarett und seiner Bewohnern zugute kommender wirtschaftlicher Zugewinn. Deshalb wurden die Werkstätten um eine Buchbinderei, eine Schneiderei und eine Schuhmacherei erweitert.
Auf Grund der guten Erfahrungen, die der Landesausschuss mit den Werkstätten gemacht hatte, ließ er 1916 in der Lungenstation eine vornehmlich für Schnitzereien vorgesehene Werkstatt errichten.

### Anbindung

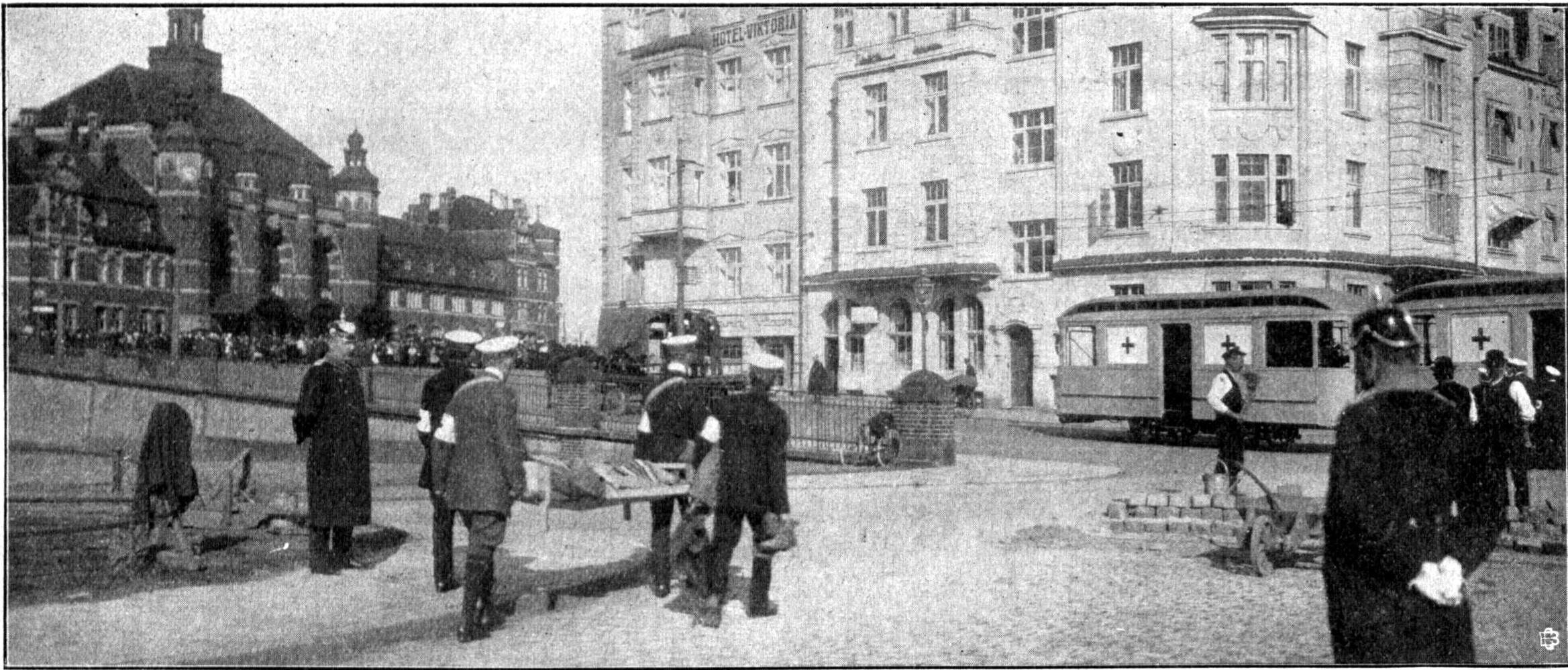
Ankunft Verwundeter in Lübeck

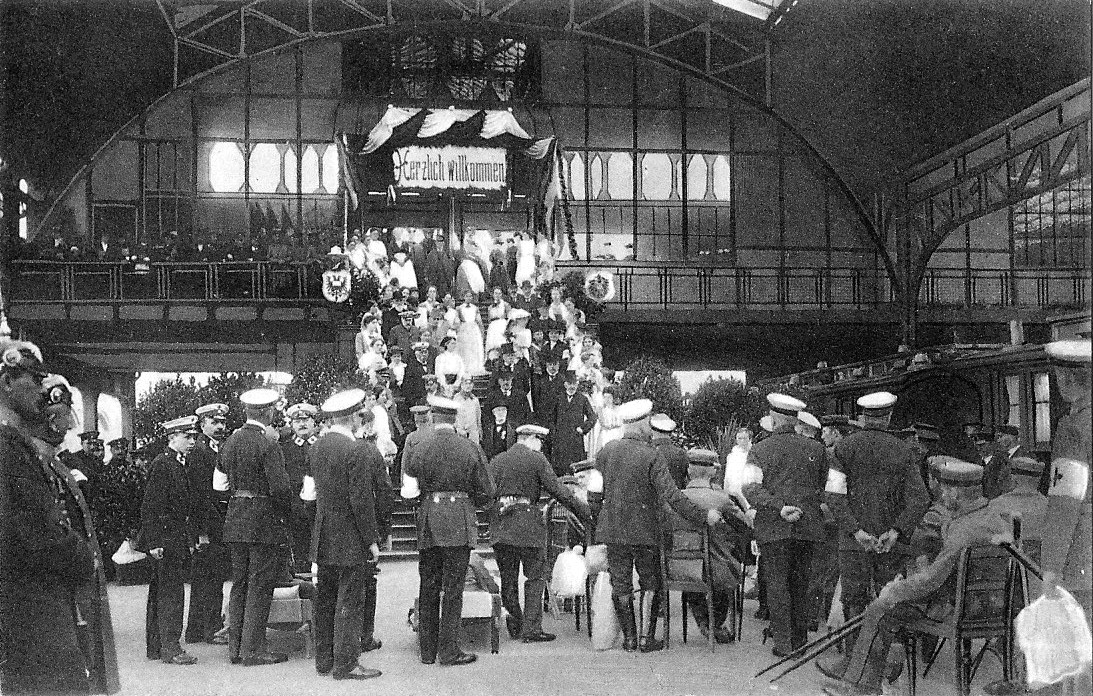
Heimkehr von verletzten Kriegsgefangenen aus dem Russischen Kaiserreich am Sedantag 1915 auf dem Hauptbahnhof in Lübeck

Die Lübecker Straßenbahn hatte 1914 erstmals mit ihren Werkstätten eigene Beiwagen für seinen Fuhrpark angefertigt. Die beiden Wagen waren zur Beförderung der Schlutuper Fischfrauen samt ihren Fischkörben in die Stadt entwickelt worden. Sie hatten zu diesem Zweck einen Mitteleinstieg und Längsbänke. Im offiziellen Sprachgebrauch der Straßenbahn hießen sie dann auch „Fischwaagen“. Mit Beginn des Krieges wurden die beiden Wagen zu Lazarettwagen umgerüstet und verkehrten fortan zwischen den Hauptbahnhof und dem Barackenlazarett. Das Lazarett erhielt von der Straßenbahn einen eigenen Anschluss auf dem Gelände.

## Nachkriegsverwendung
Als sie ihre Funktion als Militärlazarett ab 1919 nicht mehr erfüllten, gingen die Baracken aus dem Reichsbesitz in das städtische Eigentum über.
Wie bei ihrer Errichtung geplant wurden die Baracken abgebrochen, um das Burgfeld wieder als Freifläche herzustellen. Allerdings geschah dies nicht gänzlich. Wegen der herrschenden Wohnungsnot wurden die am Rand verbliebenen Baracken zu 107 als Provisorium gedachten Wohnungen umgebaut. Sie wurden vornehmlich an Flüchtlinge aus Polen und Schlesien vergeben. Ihre postalische Anschrift lautete nach 1920: „Auf dem Burgfeld (Baracken)“
Nach und nach wurden nicht mehr benötigte Baracken abgerissen und für 1939 war die Beseitigung der letzten Gebäude vorgesehen. Wegen des Ausbruchs des Zweiten Weltkrieges wurde diese jedoch nicht mehr durchgeführt. Wegen der erneuten Wohnungsknappheit nach dem Ende des Krieges blieben diese dann stehen, bis sie schließlich im Rahmen des Barackenräumungsprogramms überflüssig und beseitigt wurden.